# Коган, Фавел Меерович
Фа́вел Ме́ерович Ко́ган (Фавл Коган; 8 августа 1924, Четатя-Албэ, Бессарабия, Королевство Румыния — 9 декабря 2000, Екатеринбург) — советский и российский учёный-гигиенист, доктор медицинских наук (1966), профессор (1969), автор научных трудов в области профзаболеваний.

## Биография
Родился в Аккермане (Четатя-Албэ) в семье владельца галантерейного магазина Меера Фавелевича Когана (1898—1948). Брат — физик Шулим Меерович Коган.
С началом Великой Отечественной войны эвакуировался с семьёй в Казахстан. С 1942 по 1946 годы учился на санитарно-гигиеническом факультете в Свердловском государственном медицинском институте. С 1946 до 2000 год работал в Свердловском НИИ гигиены труда и профзаболеваний (с 1989 года — ГУ ЕМНЦ), в котором прошёл путь от младшего до ведущего научного сотрудника отдела отраслевой гигиены труда и руководителя лаборатории.
Основные научные интересы Ф. М. Когана были сконцентрированы на изучении влияния асбеста на здоровье. Первые годы его внимание в основном было сосредоточено на изучении влияния условий труда на состояние здоровья работающих на фабриках обогащения асбеста Баженовского месторождения хризотил-асбеста, в дальнейшем сфера научных интересов Ф. М. Когана расширилась на вопросы гигиены труда при добыче хризотилового асбеста на Баженовском и Киембаевском месторождениях и амфиболового асбеста на Сысертском месторождении, производстве асбестотехнических, асбестоцементных, асбестсодержащих тепло-изоляционных материалов и изделий. Результаты своих исследований Ф. М. Коган обобщил в кандидатской диссертации «Гигиеническая характеристика пыли на фабриках обогащения асбеста и меры борьбы с ней» (1953) и в докторской диссертации на тему «Асбестсодержащие пыли в гигиене труда и профессиональной патологии» (1966).
Наряду с общими вопросами гигиены труда, занимался проблемами онкоэпидемиологии, экспериментальной и промышленной токсикологии и экологии при производстве и применении хризотил-асбеста, первым в России начал исследования канцерогенной опасности в асбестовой промышленности. Под его руководством были проведены исследования эпидемиологии злокачественных новообразований при добыче и обогащении асбеста, в асбестоцементной и асбестотехнической отраслях, а также в производстве асбестсодержащих теплоизоляционных материалов, разработаны и внедрены в практику санитарно-эпидемиологического надзора около 30 нормативно-методических документов, регламентирующих безопасное контролируемое использование асбеста и асбестсодержащих материалов в Российской Федерации. Все действующие в России предельно-допустимые концентрации асбестсодержащих пылей и ряда искусственных минеральных волокон были разработаны лично либо под непосредственным руководством или при участии профессора Ф. М. Когана.
Автор монографий «Гигиена труда и промышленная санитария в литейных цехах» (Свердловск: Средне-Уральское книжное издательство, 1960), «Асбестосодержащие пыли и меры предупреждения их вредного влияния на здоровье работающих» (Свердловск: Средне-Уральское книжное издательство, 1966 и 1975) и «Современные представления о безопасности асбеста» (Екатеринбург: АРГО 1995). Вёл лекции в Уральском народном еврейском университете.
Сын — Борис Фавелевич Коган (род. 1948), рентгенолог-эндоскопист, в прошлом специалист в области профзаболеваний.
Скончался 9 декабря 2000 года в Екатеринбурге. Похоронен на Северном кладбище.